# Claude Bourgelat

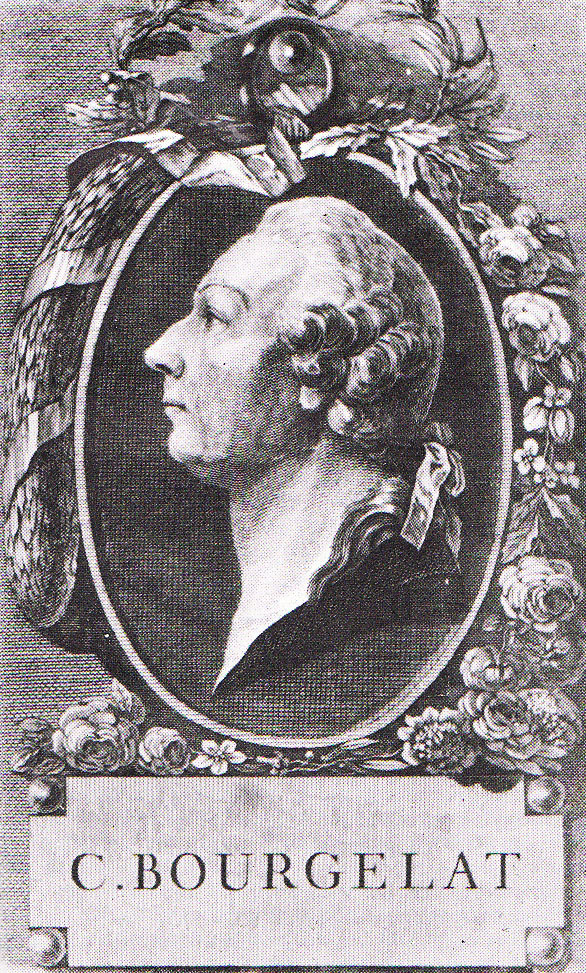
Claude Bourgelat

Claude Bourgelat (Lyon, 27 maart 1712 - Parijs, 3 januari 1779) was een Franse auteur van studieboeken op het gebied van paarden en diergeneeskunde, en van 1764 tot aan zijn dood de hoogste koninklijke inspecteur voor de paardenfokkerij en de diergeneeskunde in Frankrijk. Als oprichter van de eerste diergeneeskundige opleidingen behoort hij tot de pioniers van de diergeneeskunde in Europa.
Bourgelat was aanvankelijk advocaat in Lyon, maar veranderde van carrière en trad in dienst bij de musketiers. In 1740 kreeg hij de leiding over de "Académie d'équitation" in Lyon, waar de jonge adel werd opgeleid in paardrijden, schermen, wiskunde, muziek en etiquette. Vier jaar later verscheen zijn eerste werk, getiteld Nouveau Newcastle over paardrijden. Tussen 1750 en 1753 verscheen zijn driedelig wetenschappelijk werk Elémens d'hippiatrique, over de morfologie, de anatomie en de medische behandeling van het paard. 
Als een van de belangrijkste Encyclopedisten redigeerde Bourgelat tussen 1755 en 1757 ruim 235 artikelen voor de delen 5, 6 en 7 van de Encyclopédie van Diderot en D'Alembert.  
Een van Bourgelats grootste verdiensten is de oprichting in 1761 van de eerste diergeneeskundige school ter wereld in Lyon, gevolgd in 1765 door de oprichting van een tweede school in Alfort, de École nationale vétérinaire d'Alfort. Ter herdenking hiervan werd het jaar 2011 uitgeroepen tot Werelddiergeneeskundejaar.